# Ursula Wolf-Zellweger

Ursula Wolf-Zellweger

Ursula Wolf-Zellweger (* 20. Juli 1735 in Lyon; † 11. Mai 1820 in Trogen AR) war die Tochter von Johannes Zellweger-Sulser und Stifterin der Gemälde in der reformierten Kirche von Trogen.

## Leben
Ursula Wolf-Zellweger kam als Tochter von Johannes Zellweger-Sulser und Ursula Zellweger-Sulser in Lyon zur Welt. Sie wurde in die Textilhandelsfamilie Zellweger geboren, die zum ländlichen Grossbürgertum gehörte, das zur Zeit der Protoindustrialisierung in Appenzell Ausserrhoden durch den Fernhandel mit Baumwolle zu Reichtum und Ansehen gekommen war. Ursula Wolf-Zellweger hatte sechs Geschwister, die alle auch in Lyon geboren wurden, darunter der spätere Kaufmann und Landammann Jakob Zellweger-Wetter, der Kaufmann Johannes Zellweger-Hirzel und Anna Honnerlag-Zellweger, die mit dem Kaufmann Johann Conrad Honnerlag verheiratet war. Zwei ihrer Geschwister starben bereits in jungen Jahren.
Nach dem frühen Tod ihrer Mutter 1737 zog Ursula 1740 als fünfjähriges Mädchen mit ihrem Vater und den Geschwistern nach Trogen. Dort heiratete sie am 12. Juli 1775 den bei ihren Brüdern Jakob und Johannes als Hauslehrer angestellten Johann Conrad Wolf. Nach der Vermählung lebte Johann Conrad Wolf als Privatier und widmete sich seinen theologischen Studien. Die Ehe blieb kinderlos. 
Ursula Wolf-Zellweger wird oft wegen ihrer Wohltätigkeit gerühmt. So hatte sie bedeutende Summen zum Bau der reformierten Kirche in Trogen gespendet und die Deckengemälde gestiftet.  Sie vererbte bei ihrem Tod laut Familienchronik etwa 10‘000 Gulden, ihr Mann rund 300 Gulden. Im Vergleich zu ihren Brüdern Jakob Zellweger-Wetter und Johannes Zellweger-Hirzel, die bei ihrem Tod ein Vermögen von 2 Mio. bzw. 3 Mio. Gulden hinterliessen, erscheint das Vermögen des Ehepaars Wolf allerdings eher bescheiden.

## Bautätigkeit

«Schopfacker»

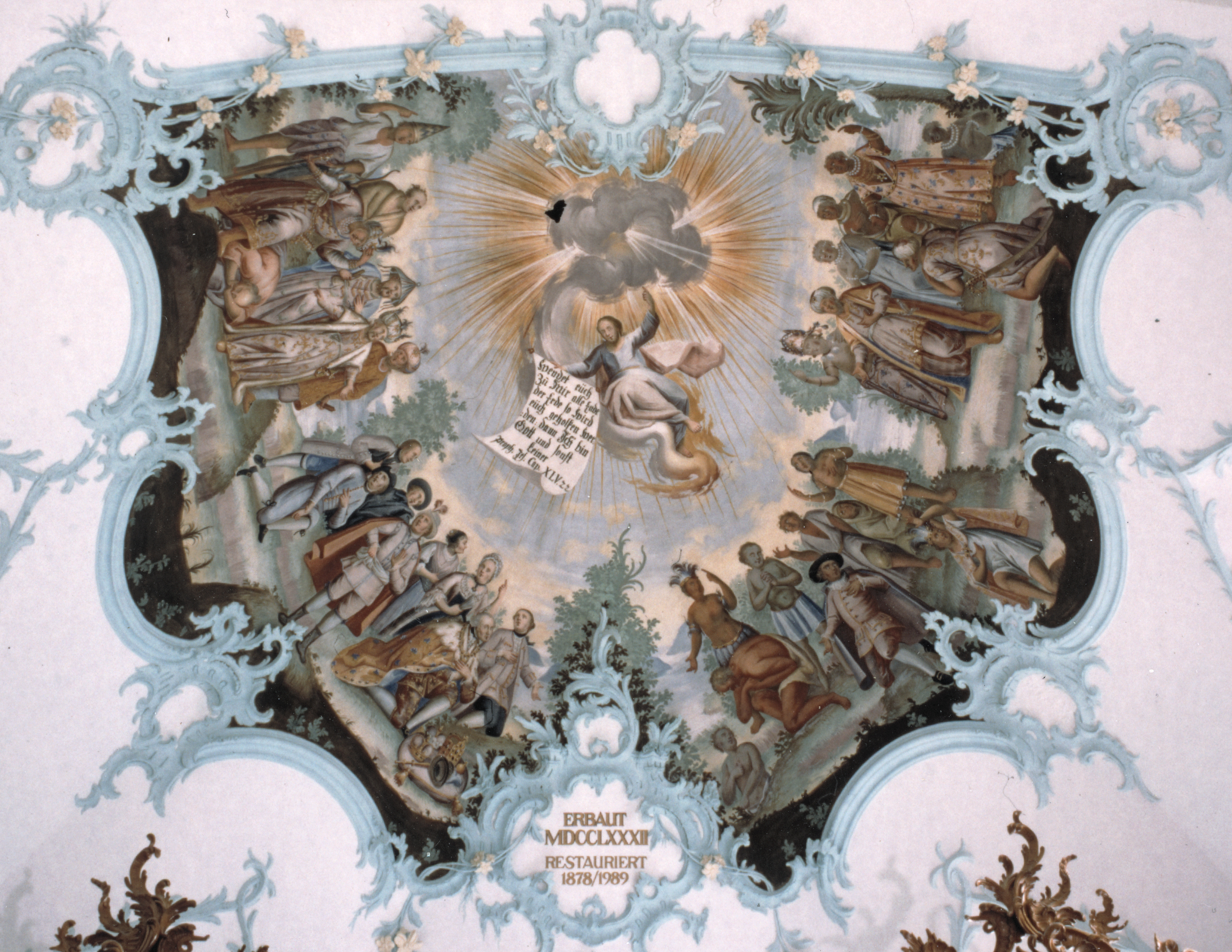
Chorgemälde Kirche Trogen

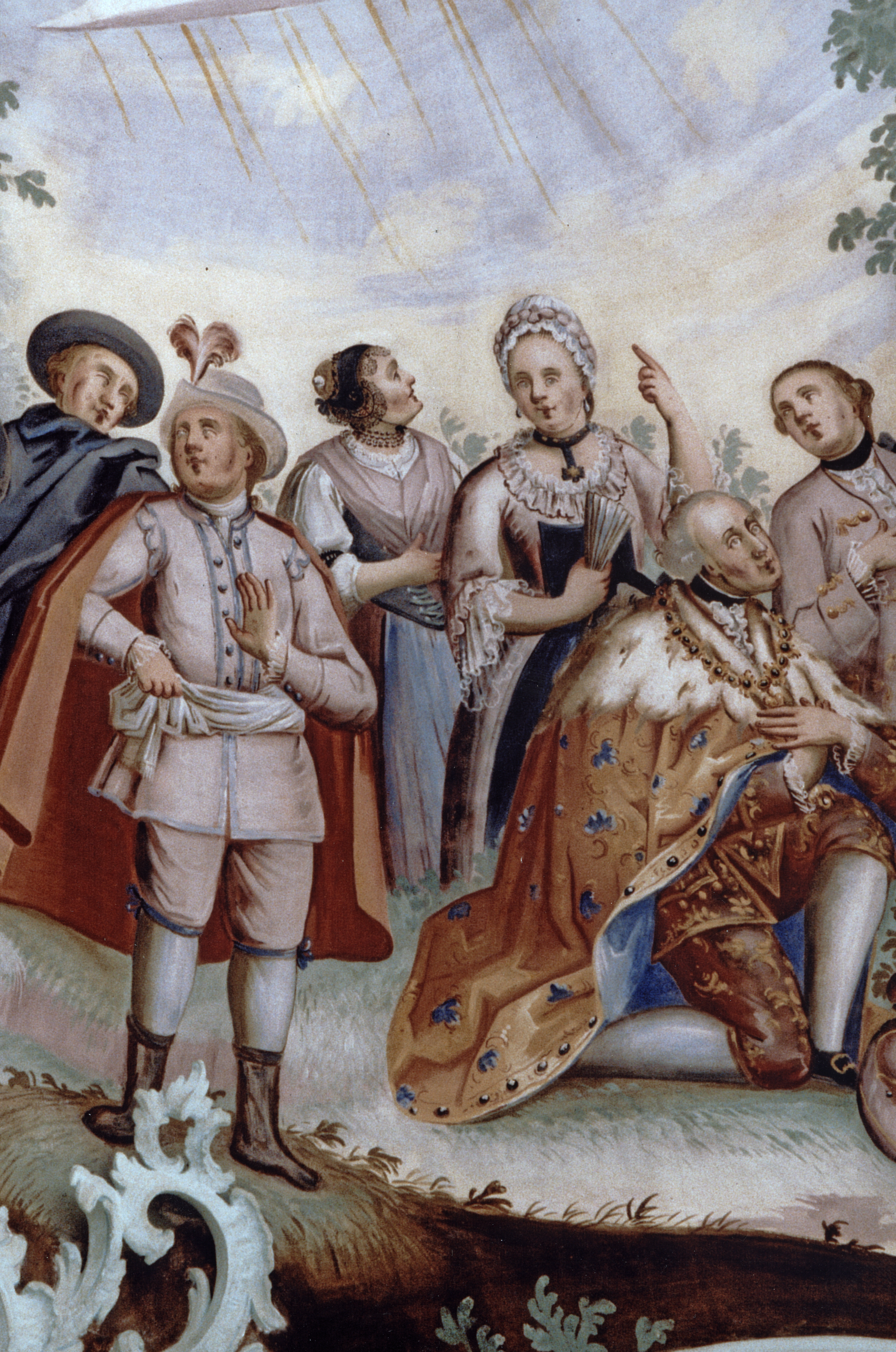
Ursula Wolf-Zellweger auf dem Chorgemälde in der Kirche Trogen, Detailaufnahme

1786 liessen sich Ursula und Conrad Wolf-Zellweger im «Schopfacker» ein an der Landstrasse nach Heiden gelegenes viergeschossiges, über gequadertem Erdgeschoss gestricktes Walmdachhaus bauen, das nach Ursula Wolf-Zellwegers Tod 1820 in den Besitz der Trogner Familie Sturzenegger überging und dort bis heute verblieb. 1917–2007 war darin eine Tierarztpraxis untergebracht.
Beim Bau der reformierten Kirche Trogen von 1779 bis 1782 bezahlte Ursula Wolf alleine oder zusammen mit ihrem Mann Johann Conrad Wolf die Ausführung der Deckengemälde. Diese Bilder in der Rokoko-Kirche sind für ein zwinglianisches Gotteshaus einzigartig, galt doch damals in reformierten Kirchen meist ein Bilderverbot und die Kirchen wurden so schlicht wie möglich gebaut. Hier ziert über der Westempore aber ein Bild des Abendmahls die Decke und über dem Kirchenschiff sind die Himmelfahrt Christi und Jesus als Kinderfreund abgebildet.
Über dem Chor findet sich ein Bild, das im Zentrum Christus zeigt, der die vier damals bekannten Kontinente Asien, Europa, Amerika und Afrika zur Nachfolge aufruft. Die Erdteile sind dabei von je sieben bis neun Figuren dargestellt, die aufgrund von Kleidung, Hautfarbe und weiteren Attributen den Kontinenten zugeordnet sind. In der Gruppe der acht europäischen Personen finden sich bemerkenswerterweise zwei Frauen in einer Appenzeller Tracht: Die eine dieser Frauen ist möglicherweise eine Magd oder Zofe der rechts von ihr stehenden zweiten Frau. Letztere lenkt die Aufmerksamkeit des Betrachters auf sich, da sie die einzige ist, die den Zuschauer direkt anschaut. Auf Grund ihrer Kleidung und einer Notiz in der Familienchronik kann sie als Ursula Wolf-Zellweger identifiziert werden. Die Stifterin hat sich also in einem von ihr bezahlten Gemälde verewigen lassen. Rechts neben ihr steht ein Mann, der möglicherweise ihren Gatten Conrad Wolf darstellt. Er greift sich mit der rechten Hand ans Herz, mit der linken Hand weist er auf das Baudatum und sein Blick ist zu Ursula gerichtet. Die Identifikation des Mannes ist aber leider nicht eindeutig beweisbar. Wer die Gemälde schuf, ist unbekannt. Ging man früher davon aus, dass ein katholischer Kirchenmaler als Urheber in Frage komme, so wird diese These heute eher verneint. Möglicherweise handelt es sich beim Maler um einen unbekannten, einheimischen Künstler.
Die Darstellung der vier Erdteile zu Repräsentationszwecken war im profanen Umfeld des 18. Jahrhunderts beliebt, insbesondere bei weltgewandten Kaufleuten. Die Bildnisse der vier Kontinente in den privaten Häusern hatten die Funktion, den Hausherrn in den Mittelpunkt der Welt zu setzen. Dass dieses Motiv nun in einer Kirche auftaucht, ist einzigartig. Es stellt hier den Herrn des Gotteshauses – Gott – in den Mittelpunkt der Welt.